# Стураван
Стураван  (швед. Storavan) — озеро на півночі Швеції, у центральній Лапландії. Площа — 172   - 173   км² (за іншими даними — 183,55 км² ), середня глибина становить 7,1 м, максимальна — 21 м.  Розташоване на висоті 419,8 м над рівнем моря.  Через озеро проходить річка Шеллефтеельвен, що впадає у Ботнічну затоку Балтійського моря.  